# Zygmunt Bezeg
Zygmunt Longin Bezeg, ps. „Longin” (ur. 16 marca 1893 w Zahajpolu, zm. 13 kwietnia 1971) – podpułkownik piechoty Wojska Polskiego, kawaler Orderu Virtuti Militari.

## Życiorys
Urodził się 16 marca 1893 w Zahajpolu, pow. kołomyjski, jako syn Alfreda i Heleny Stefanii z Przybylskich. Przed 1914 podjął studia filozoficzne. Po wybuchu I wojny światowej w 1914 wstąpił do Legionów Polskich. Służył w 5 pułku piechoty w składzie I Brygady. Po przejściu frontu w bitwie pod Rarańczą w połowie lutego 1918 został internowany i był osadzony obozie w Talaborfalva. W styczniu 1919 został mianowany na podporucznika.
Po zakończeniu wojny i odzyskaniu przez Polskę nieodległości został przyjęty do Wojska Polskiego. Brał udział w wojnie polsko-bolszewickiej w szeregach 6 pułku piechoty Legionów, za co otrzymał Order Virtuti Militari. Został awansowany do stopnia kapitana piechoty ze starszeństwem z dniem 1 czerwca 1919. W 1924, 1932, jako oficer nadetatowy 86 pułku piechoty z Mołodeczna pełnił stanowisko pierwszego oficera sztabu 19 Dywizji Piechoty w Wilnie. Został awansowany na stopień majora piechoty ze starszeństwem z dniem 1 lipca 1925. Służył w 55 pułku piechoty w Lesznie, gdzie pełnił stanowiska dowódcy II batalionu (1927) oraz dowódcy III batalionu do 23 grudnia 1929, gdy został mianowany kierownikiem 2 Okręgowego Urzędu Wychowania Fizycznego i Przysposobienia Wojskowego. Następnie został przeniesiony do służby w Korpusie Ochrony Pogranicza i był dowódcą batalionu KOP „Stołpce” od 28 stycznia 1931 . Wówczas został awansowany na stopień podpułkownika piechoty. Stanowisko dowódcy batalionu KOP „Stołpce” pełnił do 21 marca 1935, po czym został przeniesiony z KOP na stanowisko zastępcy dowódcy 1 pułku strzelców podhalańskich w Nowym Sączu.
W czasie mobilizacji w sierpniu 1939 został przeniesiony na stanowisko dowódcy Ośrodka Zapasowego 21 Dywizji Piechoty Górskiej. Po wybuchu II wojny światowej i kampanii wrześniowej kierowany przez niego improwizowany pułk działał w rejonie Żurawna, a od 17 września 1939 był podporządkowany Grupie „Stryj”, po czym z rozkazu Naczelnego Wodza miał maszerować na Sokołów–Bolechów. Później był internowany na obszarze Węgier, gdzie jako p.o. pułkownika pod pseudonimem „Longin” od listopada 1940 do stycznia 1941 był komendantem Wojskowej Bazy Wywiadowczo-Łącznikowej (Baza 1) Związku Walki Zbrojnej. Był więziony w niemieckim obozie koncentracyjnym Mauthausen.
Po wojnie pozostawał podpułkownikiem w stanie spoczynku. Przez wiele lat pracował w Krakowskiem Przedsiębiorstwie Robót Drogowych.
Zmarł 13 kwietnia 1971. Został pochowany na Cmentarzu wojskowym przy ul. Prandoty w Krakowie (kwatera LXXXI-12-39).
Był dwukrotnie żonaty. Po raz pierwszy ożenił się z Wandą z Mierzwińskich (1894–1947), z którą miał synów Stanisława (1920–1941) i Tadeusza (1927–2007), później był mężem Heleny Jastrzębskiej (1910–1987).

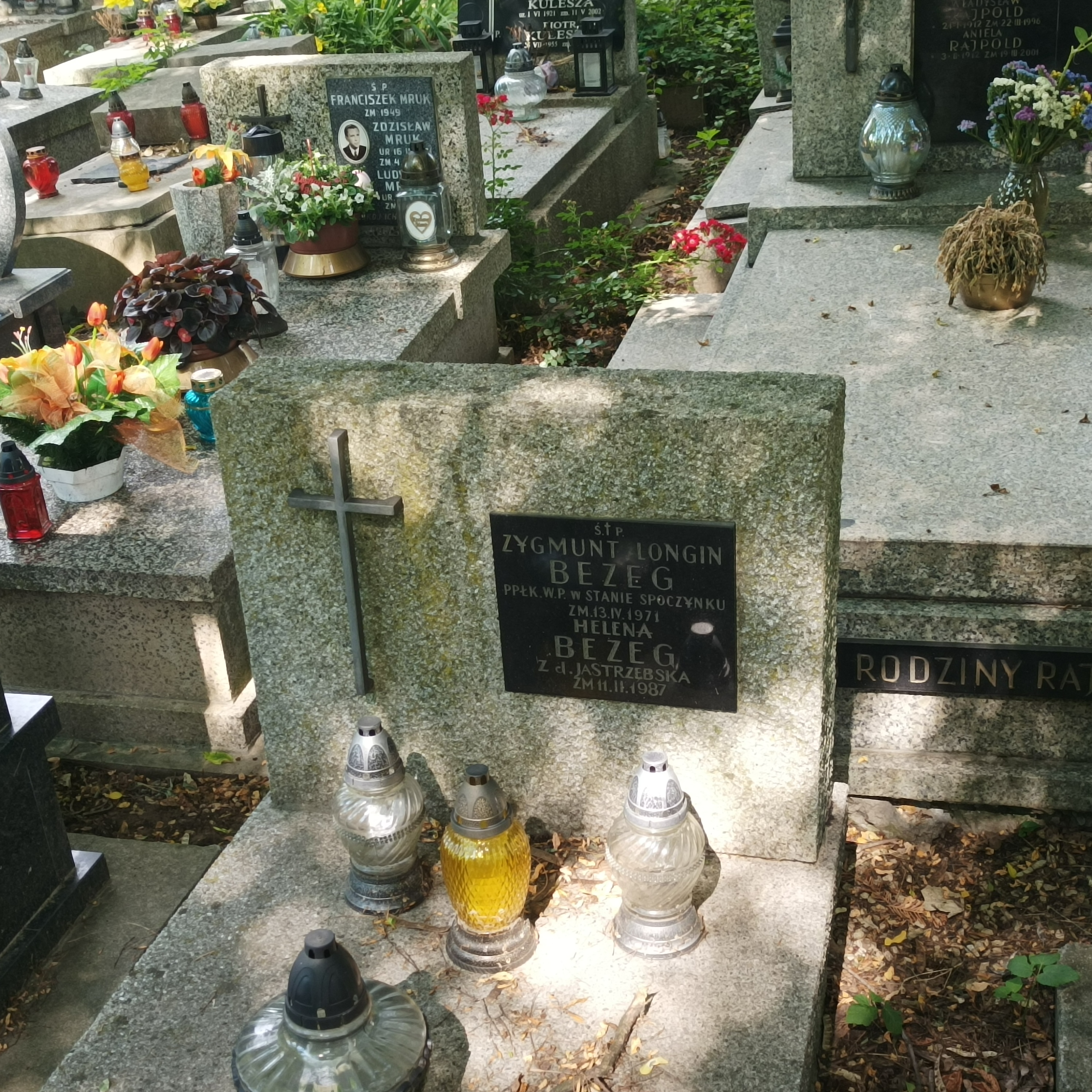
Grób ppłka Zygmunta Bezega na cmentarzu wojskowym przy ul. Prandoty w Krakowie

## Ordery i odznaczenia
- Krzyż Srebrny Orderu Wojskowego Virtuti Militari nr 4832 (1921)[23]
- Krzyż Niepodległości (13 kwietnia 1931)[24]
- Krzyż Kawalerski Orderu Odrodzenia Polski[18]
- Krzyż Walecznych (czterokrotnie, przed 1932)
- Złoty Krzyż Zasługi z Mieczami[18]
- Złoty Krzyż Zasługi (10 listopada 1928)[25]
- Medal za Ratowanie Ginących (1929)[26]
- Medal 10 Rocznicy Wojny Niepodległościowej (Łotwa, zezwolenie 1929)[27]